# ルイス・オマール
ルイス・オマール（カタルーニャ語: Lluís Homar; リュイス・ウマー, 1957年4月20日 - ）は、スペイン・バルセロナ県バルセロナ出身の俳優・舞台監督。

## 人物
ペドロ・アルモドバル監督の『バッド・エデュケーション』（2004年）や『抱擁のかけら』（2009年）、エミリオ・アラゴン監督の『ペーパーバード 幸せは翼にのって』（2010年）などで知られている。キケ・マイーリュ監督の『EVA〈エヴァ〉』（2011年）ではヒューマノイドを演じ、ゴヤ賞の助演男優賞を受賞した。

## 経歴
1957年4月20日にバルセロナに生まれた。バルセロナのオルタ地区で初等教育を受け、サン・ジュアン・ドルタ教会で堂役を務めた。バルセロナ自治大学で法学を学び、バルセロナ演劇研究所で演技を学んだ。1974年にはアンジェル・カルモナが演出を務める『オセロ』に出演し、1975年にはアスコルピ劇団に参加してアンジャル・ギマラーの『低地』や『Quiriquibú』に出演した。1976年には他の俳優とともに、バルセロナのリウレ劇場に出資した。この劇場では1992年から1998年までに、30以上の作品で俳優または芸術監督を務めている。同時期には多くのテレビコマーシャルにも出演し、テレビドラマでは『Llibre dels fets del bon rei en Jaume』や『Lletres catalanes』などで端役を演じた。
1981年にはメルセー・ロドレーダの小説の映画化作品『La plaza del Diamante』で映画デビューし、シルビア・ムントの相手役の男を演じた。2000年代にはペドロ・アルモドバル監督の『バッド・エデュケーション』や『抱擁のかけら』に出演。アントニオ・エルナンデス監督の『Los Borgia』では主役のローマ教皇アレクサンデル6世を演じた。1981年の軍事クーデター事件(23-F)を主題とする2009年のテレビドラマ『23-F: El dia mas dificil del rey』では、スペイン国王のフアン・カルロス1世を演じ、その演技を批評家から称賛された。2011年にはキケ・マイーリュ監督のSF映画『EVA〈エヴァ〉』に出演し、家庭用ヒューマノイドを演じた。ゴヤ賞とガウディ賞でそれぞれ助演男優賞を受賞した。

## フィルモグラフィー

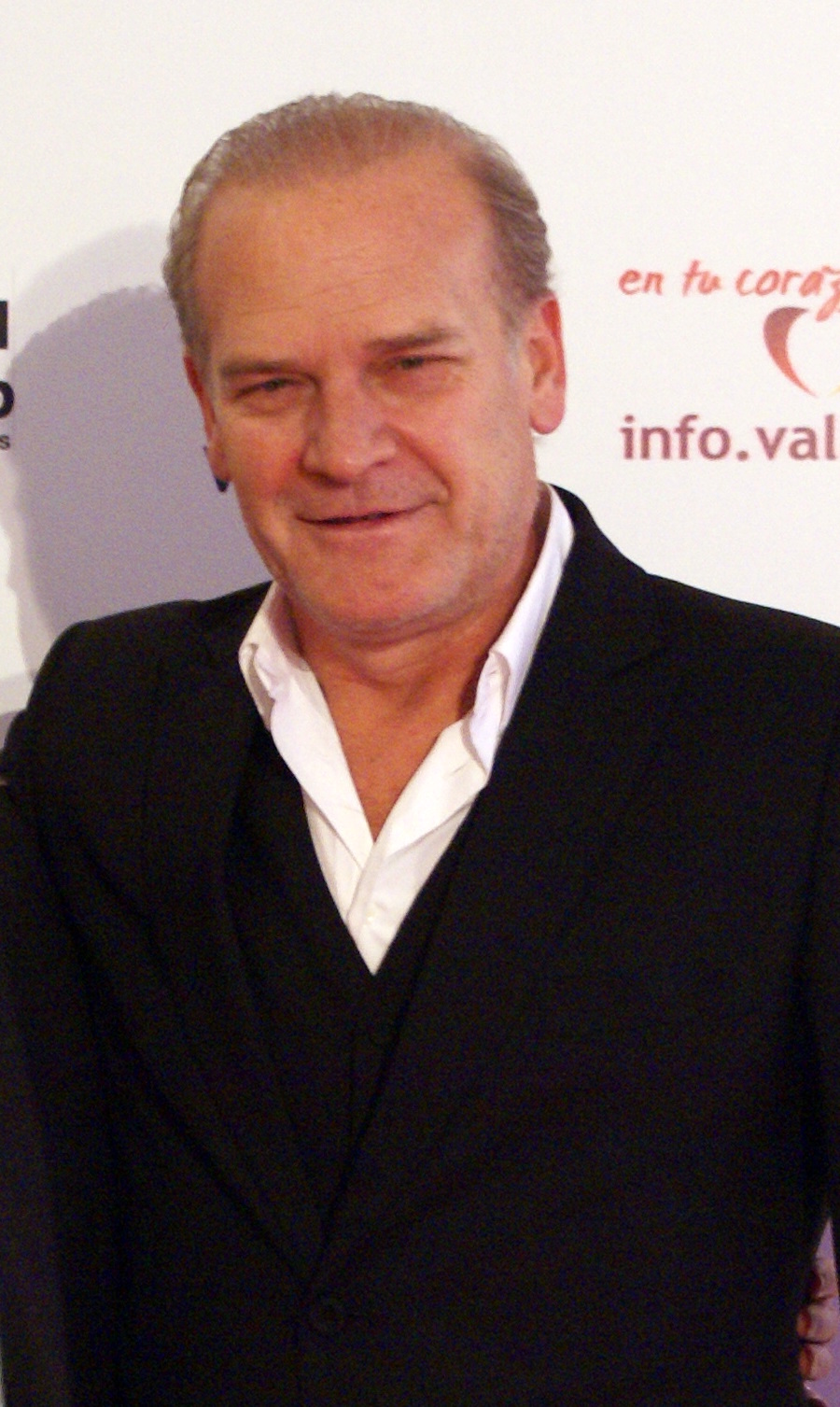
2011年のバリャドリッド国際映画祭

### 映画
- 2014年 Mi familia italiana
- 2014年 El club de los incomprendidos
- 2014年 La Fosa
- 2012年 The Pelayos ウイニング・ストリーク 絶対にカジノで勝つ方法
- 2011年 EVA EVA〈エヴァ〉
- 2011年 No tengas miedo
- 2010年 Los ojos de Julia ロスト・アイズ
- 2010年 Héroes
- 2010年 Pájaros de papel ペーパーバード 幸せは翼にのって
- 2009年 Los abrazos rotos 抱擁のかけら
- 2008年 Cobardes
- 2008年 Un château en Espagne
- 2007年 La habitación de Fermat CUBE RED
- 2007年 Lo mejor de mí
- 2006年 Los Borgia
- 2006年 Mariposa negra
- 2005年 Bosque de sombras スパイラル・バイオレンス
- 2005年 Morir en San Hilario

- 2005年 Reinas
- 2004年 La mala educación バッド・エデュケーション
- 2004年 Rottweiler ターミネーター2018
- 2003年 Valentín
- 2003年 Nines russes
- 2000年 Morir (o no)
- 1999年 La ciudad de los prodigios
- 1996年 La Celestina
- 1996年 Adosados
- 1995年 Mécaniques célestes 恋の力学
- 1995年 El porqué de las cosas
- 1993年 El pájaro de la felicidad
- 1992年 Después del sueño
- 1991年 El hombre de neón
- 1989年 El niño de la luna
- 1989年 Si te dicen que caí
- 1981年 La plaza del Diamante

### テレビ
- 2015年-2016年 Bajo Sospecha: (Comisario jefe Casas) (18話)
- 2014年 1714. El preu de la llibertat (2話)
- 2013年 Gran Hotel (12話)
- 2013年 Polseres vermelles (2話)
- 2012年 Imperium (6話)
- 2010年-2012年 Hispania, la leyenda (20話)
- 2009年 23-F: el día más difícil del Rey (2話)
- 2009年 Herederos (8話)
- 2007年 Gominola (8話)
- 2007年 Aída (1話)

- 2005年 Motivos personales (3話)
- 2005年 Àngels i Sants (7話)
- 2004年 Pepe Carvalho (1話)
- 2002年 La entrevista imposible (1話)
- 1996年 Estació d'Enllaç (1話)
- 1991年 Locos por la tele (25話)
- 1989年 Pedro I, el Cruel (2話)
- 1979年 Novel-la (1話)
- 1979年 Lletres catalanes (2話)
- 1978年 Llibre dels fets del bon rei en Jaume (1話)

## 受賞とノミネート
ゴヤ賞
| 年   | 部門       | 作品          | 結果 |
| ---- | ---------- | ------------- | ---- |
| 2011 | 助演男優賞 | EVA〈エヴァ〉 | 受賞 |

ガウディ賞
| 年   | 部門       | 作品          | 結果       |
| ---- | ---------- | ------------- | ---------- |
| 2011 | 助演男優賞 | EVA〈エヴァ〉 | 受賞       |
| 2010 | 助演男優賞 | Héroes        | ノミネート |

フォトグラマス・デ・プラータ
| 年   | 部門         | 作品                                   | 結果       |
| ---- | ------------ | -------------------------------------- | ---------- |
| 2010 | テレビ男優賞 | Hispania, la leyenda                   | ノミネート |
| 2009 | 映画男優賞   | 抱擁のかけら                           | ノミネート |
| 2000 | 舞台男優賞   | Hamlet Solness, el constructor Taurons | 受賞       |

スペイン俳優組合賞
| 年   | 部門           | 作品                            | 結果       |
| ---- | -------------- | ------------------------------- | ---------- |
| 2010 | 映画主演男優賞 | ペーパーバード 幸せは翼にのって | ノミネート |
| 2009 | 映画主演男優賞 | 抱擁のかけら                    | ノミネート |

スペイン映画批評家協会賞
| 年   | 部門       | 作品          | 結果 |
| ---- | ---------- | ------------- | ---- |
| 2011 | 助演男優賞 | EVA〈エヴァ〉 | 受賞 |

スペイン・テレビアカデミー賞
| 年   | 部門   | 作品                             | 結果 |
| ---- | ------ | -------------------------------- | ---- |
| 2011 | 男優賞 | Hispania, la leyenda             | 受賞 |
| 2009 | 男優賞 | 23-F: el día más difícil del rey | 受賞 |

ブタカ賞
| 年   | 部門                   | 作品                     | 結果       |
| ---- | ---------------------- | ------------------------ | ---------- |
| 2009 | カタルーニャ映画男優賞 | 抱擁のかけら             | ノミネート |
| 2007 | カタルーニャ映画男優賞 | Los Borgia               | ノミネート |
| 2005 | カタルーニャ舞台男優賞 | L´Home de Teatre         | 受賞       |
| 2005 | カタルーニャ映画男優賞 | Morir en San Hilario     | ノミネート |
| 2004 | カタルーニャ映画男優賞 | バッド・エデュケーション | ノミネート |
| 2003 | カタルーニャ映画男優賞 | Valentín                 | 受賞       |

マックス舞台芸術賞
| Año  | Categoría | Obra             | Resultado  |
| ---- | --------- | ---------------- | ---------- |
| 2014 | 男優賞    | Terra baixa      | 受賞       |
| 2005 | 男優賞    | L´Home de Teatre | ノミネート |

その他の賞
- 2013年 ヌーネス国際映画祭 ヌーネス賞
- 2012年 ズーム・フェスティバル賞
- 2012年 ブルー・ラベル・エピック・アワーズ
- 2012年 カセレス・スペイン連帯映画祭（スペイン語版） サン・パンクラシオ賞
- 2011年 ジッフォーニ映画祭（スペイン語版） ジッフォーニ賞
- 2011年 フエンテス・デ・エブロ映画週間 功労賞
- 2011年 リェリダ・ラテンアメリカ映画祭（スペイン語版） ジョルディ・ダウデル賞
- 2010年 シャンガイ賞 映画男優賞『ペーパーバード 幸せは翼にのって』
- 2009年 アルファス国際映画祭 Faro de Plata
- 2009年 オンダス賞（スペイン語版） デュワーズ「ホワイト・ラベル」賞最終候補
- 2009年 サン・ジョルディ賞（スペイン語版） TVEカタルーニャ50周年記念賞
- 2009年 ザッピング賞（スペイン語版） 男優賞『23-F: el día más difícil del rey』
- 2009年 イスランティーリャ映画祭（スペイン語版） テレビ男優賞『23-F: el día más difícil del rey』
- 2006: カタルーニャ州政府 カタルーニャ国立劇場賞（スペイン語版）『L´Home de Teatre』
- 1998年 パレンシア市演劇祭 男優賞『El señor Puntilla y su criado Matti』